# Vicente Aranda
Vicente Aranda Ezquerra (ur. 9 listopada 1926 w Barcelonie, zm. 26 maja 2015 w Madrycie) – hiszpański reżyser, scenarzysta oraz producent filmowy. Jeden z prekursorów nurtu filmowego nazywanego barcelońską szkołą filmową. W wielu jego filmach wystąpiła Victoria Abril.

## Wybrana filmografia
- Fata Morgana (1965)
- La Novia ensangrentada (1972)
- Zmiana płci (Cambio de sexo, 1977)
- El Lute II: mañana seré libre (1988) – nominacja do Złotej Palmy
- Kochankowie (Amantes, 1991)
- Dwujęzyczny kochanek (El amante bilingüe, 1993)
- Namiętność po turecku (La pasión turca, 1994)
- Anarchistki (Libertarias, 1996)
- Joanna Szalona (Juana la Loca, 2001)
- Carmen (2003)
- Tyrant Biały (Tirante el Blanco, 2006)
- Canciones de amor en Lolita's Club (2007)
- Luna caliente (2009)